# Anii 1480
Secole: Secolul al XV-lea - Secolul al XVI-lea - Secolul al XVII-lea
Decenii: Anii 1430 Anii 1440 Anii 1450 Anii 1460 Anii 1470 - Anii 1480 - Anii 1490 Anii 1500 Anii 1510 Anii 1520 Anii 1530
Ani: 1480 | 1481 | 1482 | 1483 | 1484 | 1485 | 1486 | 1487 | 1488 | 1489